# Petroleumwas
Petroleumwas is een minerale was, die in de natuur kan voorkomen als een lichtbruin, groenachtig tot wit mengsel van vaste koolwaterstoffen uit de methaanreeks. Evenals aardwas en paraffine bestaat petroleumwas uit mengsels van alkanen, echter in hoofdzaak met een lager aantal koolstofatomen dan 18 à 20.
Petroleumwas kan worden verkregen uit aardoliedestillaten, waarna met oplosmiddelen de nog aanwezige olie wordt onttrokken en met zwavelzuur wordt geraffineerd. Petroleumwas, paraffinewas en ozokeriet komen in de handel vaak gemengd voor onder de naam ceresine. Petroleumwas gemengd met paraffine en bijenwas (ceratiet) wordt paraceriet genoemd.